# مجلة التراث الشعبي
مجلة التراث الشعبي هي مجلة فصلية عراقية، تصدر عن دار الشؤون الثقافية العامة في بغداد، تعنى بالتراث الشعبي والفلكلور المحلي والعربي، تأسست عام 1963، من قبل أربعة اشخاص هم، لطفي الخوري، وعبد الوهاب الداقوقي، وعبد الحميد العلوجي، وشاكر صابر الضابط، ثم توقف صدورها حتى عام 1969 لاسباب فنية ومادية، بعد ذلك تولت الحكومة العراقية اصدارها وعينت لطفي الخوري رئيساً تحريراً لها، استقطبت المجلة أبرز مثقفين وأكاديميين عراقيين وعرب وأجانب، ومستمرة بالصدور مؤرخة للذاكرة الشعبية العراقية والعربية.